# ヨープ・ハル
ヨープ・ハル（Joop Gall, 1963年12月25日 - ）は、オランダ・フローニンゲン州ホーゲザンド＝サッペメール出身の元サッカー選手。現役時代のポジションはディフェンダー。1999年に現役を引退。

## 指導者として
2005年より6シーズンにわたり、BVフェーンダムの監督を務めた。2011-2012シーズンにはゴー・アヘッド・イーグルスの監督を務めたが、11位に終わり2012年3月に解雇された。2012年7月からFCエメンの監督を務めた。

## 指導歴
- 2001年 - 2005年  FCフローニンゲン アシスタントコーチ
- 2005年 - 2011年  BVフェーンダム 監督
- 2011年 - 2012年  ゴー・アヘッド・イーグルス 監督
- 2012年 - 2015年  FCエメン 監督
- 2016年 - 2017年  FKスタル・ドニプロゼルジーンシク/FCスタル・カーミヤンシケ
  - 2016年 アシスタントコーチ
  - 2016年 - 2017年 暫定監督
- 2017年  SVスパーケンブルグ（英語版） 暫定監督
- 2018年  VVペリカン-S（オランダ語版） アドバイザー
- 2019年  SV DFS（英語版） 暫定監督
- 2019年 - 2021年  鄭州第九高等学校 ユース監督
- 2021年 -  広州城足球倶楽部 アシスタントコーチ